# Sadik Bekteshi
Sadik Bekteshi (* 10. Januar 1920 in Shkodra; † 12. Juni 2000 in Tirana) war ein albanischer Generalleutnant und Politiker der Partei der Arbeit Albaniens PPSh (Partia e Punës e Shqipërisë), der unter anderem zwischen 1950 und 1974 Mitglied der Volksversammlung (Kuvendi Popullor) war. 1974 wurde er im Zuge der Säuberungswelle innerhalb der Streitkräfte (Forcat e Armatosura të Shqipërisë) verhaftet und interniert.

## Leben

### Familie, Zweiter Weltkrieg und Parteifunktionär
Sadik Bekteshi, der aus einer bekannten wohlhabenden Familie aus Nordalbanien stammte, besuchte das Gymnasium in seiner Geburtsstadt Shkodra und schloss sich dort 1937 der Kommunistischen Gruppe an. Nach der italienischen Besetzung Albaniens vom 7. bis 12. April 1939 gehörte er zu Teilnehmern der ersten antifaschistischen Demonstrationen von Schülern und Studenten. In den folgenden Jahren unterhielt er Kontakte zu Widerstandskämpfern wie Emin Duraku, Branko Kadia, Bardhok Biba, Hajdar Dushi, Xheladin Shyqri Hana, Nazmi Rushiti und Tom Kola, die allerdings überwiegend im Krieg ums Leben kamen. Nach der ersten Konferenz der Antifaschistischen Nationalen Befreiungsbewegung LANÇ (Lëvizja Antifashiste Nacional-Çlirimtare) wurde er am 27. April 1943 neben Luigj Pici und Mark Ndoja Mitglied von dessen Lenkungsrat. Er war Politoffizier der XXV. Sturmbrigade (Brigada e XXV-të Sulmuese), deren Kommandeur Rexhep Haka sowie danach Nuri Arapi war. Er gehörte als Politkommissar sowie Kommandeur des Bataillons „Perlat Rexhepi“ vom 31. Dezember 1943 bis 2. Januar 1944 zu den Teilnehmern der Bujan-Konferentz nach dem Abkommen von Mukja vom 2. August 1943, eine Vereinbarung über die Zusammenarbeit der verschiedenen antifaschistischen Partisanengruppen, die in Albanien während des Zweiten Weltkriegs aktiv waren. Er war ferner Kommandeur des Abschnitts Deja. Für seine Verdienste im Krieg wurde ihm der Titel Volksheld (Hero i Popullit) verliehen.
Nach der Gründung der Sozialistischen Volksrepublik Albanien (Republika Popullore Socialiste e Shqipërisë) am 24. Mai 1944 wurde er Mitglied des Antifaschistischen Nationalen Befreiungsrates (Këshilli Antifashist Nacionalçlirimtar). Am Tag der Befreiung Albaniens (29. November 1944) gegen Ende des Zweiten Weltkriegs übernahm Bekteshi als Oberst (Kolonel) im Februar 1945 für kurze Zeit den Posten als Chef des Militärkabinetts des Generalkommandos und war Mitglied des Generalstabes. Anschließend besuchte er von 1945 bis 1948 die Militärakademie „M. W. Frunse“ in Moskau. Als Nachfolger von Tuk Jakova wurde er nach seiner Rückkehr 1948 Vorsitzender des Generalrates des Gewerkschaftsverbandes BSSh (Bashkimi Sindikal i Shqipërisë) und behielt diese Funktion bis zu seiner Ablösung durch Gogo Nushi 1949. Auf dem 1. Parteitag (8. November bis 22. November 1948) wurde er Mitglied des Zentralkomitees (ZK) der PPSh. Im Anschluss wechselte er nach seiner Beförderung zum Generalmajor (Gjeneral Major) wieder in den Generalstab zurück. Daneben war er Kandidat des Zentralkomitees der Partei der Arbeit Albaniens PPSh (Partia e Punës e Shqipërisë).

### Mitglied der Volksversammlung, Generalleutnant und Internierung
Am 28. Mai 1950 wurde er zum Mitglied der Volksversammlung (Kuvendi Popullor) gewählt und gehörte dieser während der zweiten bis zur achten Legislaturperiode vom 28. Juni 1950 bis Dezember 1974 an. Er war von 1954 bis 1957 auch zur Weiterbildung an der Militärakademie des Generalstabes der Roten Armee „K. J. Woroschilow“ in Moskau. In den folgenden Jahren übernahm er zahlreiche Funktionen innerhalb des Heeres (Forcat Tokësore Shqiptare) der Streitkräfte (Forcat e Armatosura të Shqipërisë) wie zum Beispiel als Chef der Politischen Abteilung der Volksarmee. Er wurde nach der Wahl vom 3. Juni 1962 Mitglied des Präsidiums der Volksversammlung sowie nach der Wahl vom 10. Juli 1966 Mitglied des Ausschusses der Volksversammlung für Bildung und Kultur.
Als Generalleutnant (Gjeneral Lejtant) war er zuletzt zwischen 1969 und 1974 Direktor des Militärischen Forschungsinstituts (Institutit të Kërkimeve Ushtarake). Im Januar 1970 wurde er zudem Mitglied des Präsidiums der Albanischen Demokratischen Front FDSh (Fronti Demokratik i Shqipërisë), der größten Massenorganisation der Partei der Arbeit Albaniens, die alle anderen Massenorganisationen der Partei in sich vereinte und für die Durchführung der kulturellen und sozialen Programme der Partei für die Massen sowie die Nominierung von Kandidaten bei Wahlen verantwortlich war.
Im Dezember 1974 wurde Sadik Bekteshi im Zuge der Säuberungswelle innerhalb der Streitkräfte (Forcat e Armatosura të Shqipërisë) verhaftet. Die Säuberung richtete sich insbesondere gegen Verteidigungsminister Generaloberst Beqir Balluku, der von Enver Hoxha wegen eines angeblich versuchten Staatsstreichs abgesetzt und kurz darauf hingerichtet wurde. Daneben wurden 461 Berufssoldaten, darunter 54 Offiziere, festgenommen und wie Bekteshi zum Teil aus der PPSh und den Streitkräften ausgeschlossen. Zu den Offizieren gehörten Generalleutnant Muhamet Prodani und Generalmajor Halim Ramohito, die in Roskovec interniert wurden, sowie Generalmajor Abaz Fajzo, der für eine „körperliche Umerziehung“ in einer Maschinen-Traktoren-Station in Gramsh arbeiten musste. Bekteshi wurde 1975 mit seiner Familie im Dorf Sheqëz bei Berat interniert. 1982 wurde er festgenommen und zu 25 Jahren Gefängnis verurteilt, ehe er 1990 aus der Haft entlassen wurde.
Seine Tochter ist die Schriftstellerin Vera Bekteshi (* 1946).

## Hintergrundliteratur
- Blendi Fevziu: Enver Hoxha. The Iron Fist of Albania, (Biografische Notizen, S. 215, 264), 2016, ISBN 978-0-85772-703-9